# Сен-Лоран-Бретань
Сен-Лора́н-Брета́нь (фр. Saint-Laurent-Bretagne, окс. Sent Laurenç e Bretanha / Sent Laurenç-Bretanha) — коммуна во Франции, находится в регионе Аквитания. Департамент — Атлантические Пиренеи. Входит в состав кантона Пе-де-Морлаас и дю Монтанерес. Округ коммуны — По.
Код INSEE коммуны — 64488.

## География

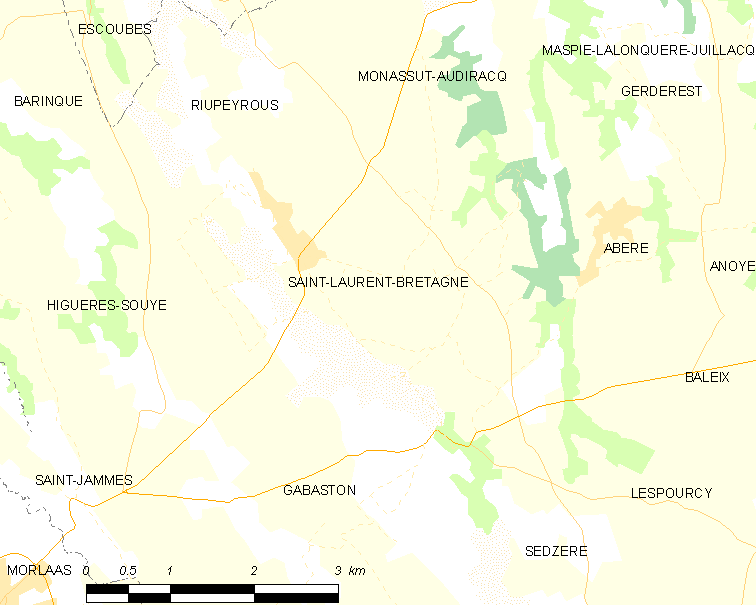
Карта коммуны

Коммуна расположена приблизительно в 640 км к югу от Парижа, в 165 км южнее Бордо, в 17 км к северо-востоку от По.

### Климат
Климат тёплый океанический. Зима мягкая, средняя температура января — от +5°С до +13°С, температуры ниже −10 °C бывают редко. Снег выпадает около 15 дней в году с ноября по апрель. Максимальная температура летом порядка 20-30 °C, выше 35 °C бывает очень редко. Количество осадков высокое, порядка 1100 мм в год. Характерна безветренная погода, сильные ветры очень редки.

## Население
Население коммуны на 2010 год составляло 425 человек.
| 1962 | 1968 | 1975 | 1982 | 1990 | 1999 | 2010 |
| ---- | ---- | ---- | ---- | ---- | ---- | ---- |
| 301  | 297  | 278  | 325  | 349  | 361  | 425  |

## Администрация
| Период | Период | Фамилия        | Партия | Примечания |
| ------ | ------ | -------------- | ------ | ---------- |
| 1995   | 2001   | Жан-Мари Мейан |        |            |
| 2001   | 2014   | Франсуа Барбе  |        |            |
| 2014   | 2020   | Бенуа Марин    |        |            |

## Экономика
В 2010 году среди 294 человек трудоспособного возраста (15-64 лет) 231 были экономически активными, 63 — неактивными (показатель активности — 78,6 %, в 1999 году было 68,7 %). Из 231 активных жителей работали 219 человек (106 мужчин и 113 женщин), безработных было 12 (6 мужчин и 6 женщин). Среди 63 неактивных 20 человек были учениками или студентами, 29 — пенсионерами, 14 были неактивными по другим причинам.

## Достопримечательности
- Церковь Св. Лаврентия (XIX век, перестроена в 1935 году)[4]
- Церковь Св. Петра (XIX век)[5]

## Фотогалерея

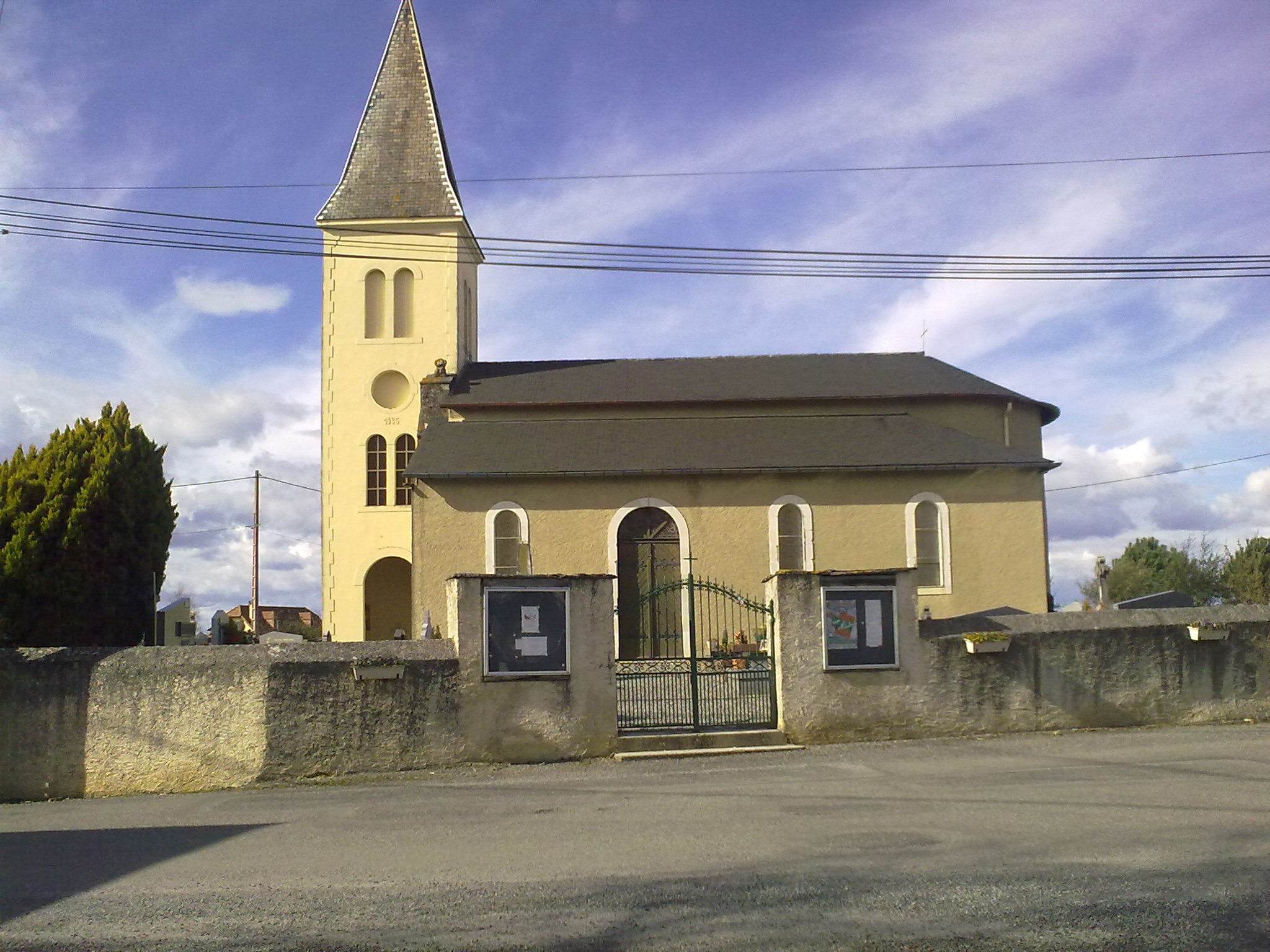
Церковь Св. Лаврентия
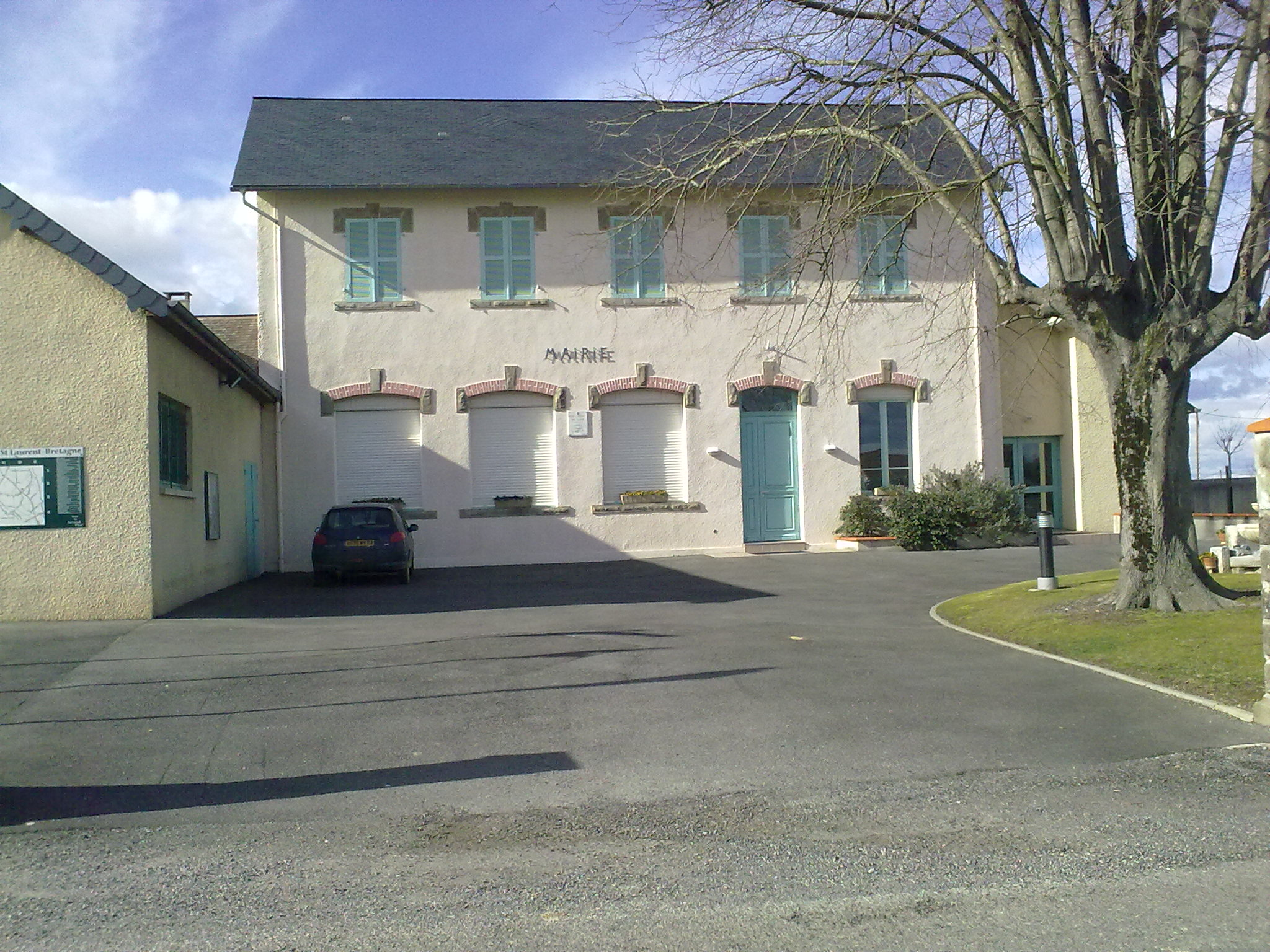
Мэрия